# Pucaraia izquierdii
Pucaraia izquierdii är en fjärilsart som beskrevs av Bartlett-calvert 1893. Pucaraia izquierdii ingår i släktet Pucaraia och familjen mätare. Inga underarter finns listade.